# Faedis
Faedis település Olaszországban, Friuli-Venezia Giulia régióban, Udine megyében. Lakosainak száma 2765 fő (2023. január 1.). Faedis Moimacco, Povoletto, Pulfero, Taipana, Torreano, Attimis, Kobarid és Remanzacco községekkel határos.

## Népesség
A település népességének változása:
| Lakosok száma | 2910 | 2871 | 2765 |
|               | 2017 | 2018 | 2023 |